# Фоче
Фоче (фр. Foce, корс. Foce) — коммуна во Франции, находится в регионе Корсика. Департамент коммуны — Южная Корсика. Входит в состав кантона Сартен. Округ коммуны — Сартен.
Код INSEE коммуны — 2A115.

## Население
Население коммуны на 2008 год составляло 135 человек.
| 1962 | 1968 | 1975 | 1982 | 1990 | 1999 | 2008 |
| ---- | ---- | ---- | ---- | ---- | ---- | ---- |
| 28   | 51   | 60   | 82   | 94   | 110  | 135  |

## Экономика
В 2007 году среди 86 человек в трудоспособном возрасте (15—64 лет) 56 были экономически активными, 30 — неактивными (показатель активности — 65,1 %, в 1999 году было 68,6 %). Из 56 активных работали 53 человека (30 мужчин и 23 женщины), безработных было 3 (1 мужчина и 2 женщины). Среди 30 неактивных 7 человек были учениками или студентами, 11 — пенсионерами, 12 были неактивными по другим причинам.
В 2008 году в коммуне насчитывалось 48 облагаемых налогом домохозяйств, в которых проживали 131 человек, медиана доходов составляла 15 905 евро на одного человека.